# Wolf 359
Wolf 359 é uma estrela localizada a aproximadamente 2,4 parsecs ou 7,8 anos-luz da Terra, o que a torna uma das estrelas mais próximas. Sua posição celestial é a constelação do Leão, próximo à eclíptica. É uma anã vermelha eruptiva extremamente fraca, invisível a olho nu.

## História de observação e nome
Wolf 359 primeiramente chamou a atenção de astrônomos devido a seu movimento transversal relativamente alto, que é conhecido como movimento próprio. Uma alta taxa de movimento próprio pode indicar que a estrela está localizada perto da Terra, pois estrelas mais distantes deveriam se mover a velocidades muito mais altas para alcançar essa mesma velocidade angular na esfera celeste. O movimento próprio de Wolf 359 foi medido pela primeira vez em 1917 pelo astrônomo alemão Max Wolf, com a ajuda de astrofotografia. Em 1919 ele publicou um catálogo com mais de mil estrelas com alto movimento próprio. Ele listou essa estrela com o número 359 e ela tem sido chamada desde então de Wolf 359 em referência a esse catálogo.
A primeira medição da paralaxe de Wolf 359 foi anunciada em 1928 pelo Observatório Monte Wilson, dando um desvio anual de paralaxe de 0,409 ± 0,009 segundos de arco. A partir dessa mudança na posição da estrela, e o tamanho conhecido da órbita da Terra, a distância a ela pode ser calculada. Wolf 359 permaneceu como a estrela menos massiva e menos luminosa conhecida até a descoberta de VB 10 em 1944. A magnitude infravermelha desta estrela foi medida em 1957. Em 1969, um breve aumento na luminosidade Wolf 359 foi observado, o que fez com que ela fosse incluída na classe de estrelas variáveis conhecidas como estrelas flares.

## Propriedades

### Movimento
A rotação de uma estrela causa um desvio Doppler no seu espectro. Isso resulta em um alargamento das linhas de absorçãos do espectro, com a largura das linhas aumentando com maiores velocidades de rotação. Contudo, apenas o movimento na direção do observador pode ser medida por esse método, então os dados fornecem apenas um limite mínimo na rotação da estrela (chamado de velocidade de rotação projetada). A velocidade de rotação projetada do equador de Wolf 359 é de menos de 3 km/s, o que é abaixo do limite de detecção por alargamento das linhas de absorção. Essa lenta rotação pode ter sido causada por perda de momento angular por um vento estelar. Normalmente, o tempo necessário para isso acontecer em uma estrela de classe M6 é de cerca de 10 bilhões de anos, porque estrelas completamente convectivas como Wolf 359 perdem velocidade de rotação mais lentamente que outras estrelas. No entanto, modelos evolucionários sugerem que Wolf 359 é uma estrela relativamente jovem com uma idade de menos de um bilhão de anos.
Wolf 359 tem um movimento próprio em relação ao fundo de estrelas de 4,696 segundos de arco por ano, e está se afastando do Sol a uma velocidade de 19 km/s. Quando convertido para o sistema galáctico de coordenadas, esse movimento corresponde a uma velocidade espacial de (U, V, W) = (–26, –44, –18) km/s. A velocidade espacial de Wolf 359 implica que a estrela pertence à população de estrelas velhas do disco. Wolf 359 está seguindo uma órbita pela Via Láctea que a leva de 20,5 mil anos-luz (6,3 kpc) a 28 mil anos-luz (8,6 kpc) do centro galáctico. A órbita tem uma excentricidade de 0,156, e sua inclinação leva a estrela a até 444 anos-luz (136 pc) do plano galáctico. A estrela mais próxima a Wolf 359 é a anã vermelha Ross 128, a 3,79 anos-luz (1,16 pc) de distância. A cerca de 13 850 anos atrás, Wolf 359 estava a sua distância mínima do Sol de cerca de 7,35 anos-luz (2,25 pc).